# Osteochilus kahajanensis
Osteochilus kahajanensis (danh pháp hai phần: Osteochilus kahajanensis) là một loài cá thuộc chi Cá mè phương nam trong họ Cá chép. Loài cá này sinh sống ở Đông Nam Á. Con đực trưởng thành dài 22 cm.